# Hrdlořezy (hradiště)
Hrdlořezy (též Předliška) jsou nedatované hradiště u stejnojmenné vesnice v okrese Mladá Boleslav ve Středočeském kraji.
Ostrožna zvaná Předliška byla osídlena v několika pravěkých obdobích i v raném středověku, ale není jasné, kdy na ní vzniklo opevnění. Jeho pozůstatky jsou chráněny jako kulturní památka.

## Historie
Na hradišti proběhly pouze drobné archeologické sondáže a povrchové sběry. Nalezené artefakty dokládají osídlení lokality v eneolitu (kultura s nálevkovitými poháry, kultura se šňůrovou keramikou), ve starší době bronzové (věteřovská kultura; hromadný nález bronzových předmětů obsahující náhrdelník z bronzových korálků, jehlice, náramky), v mladší době bronzové, halštatské i hradištní. Hradiště mohlo být postaveno v kterémkoliv z uvedených období. Dochované opevnění však vzniklo pravděpodobně v období lužické kultury mladší doby bronzové, ale vybudováno nebo využito mohlo být i později.

## Stavební podoba

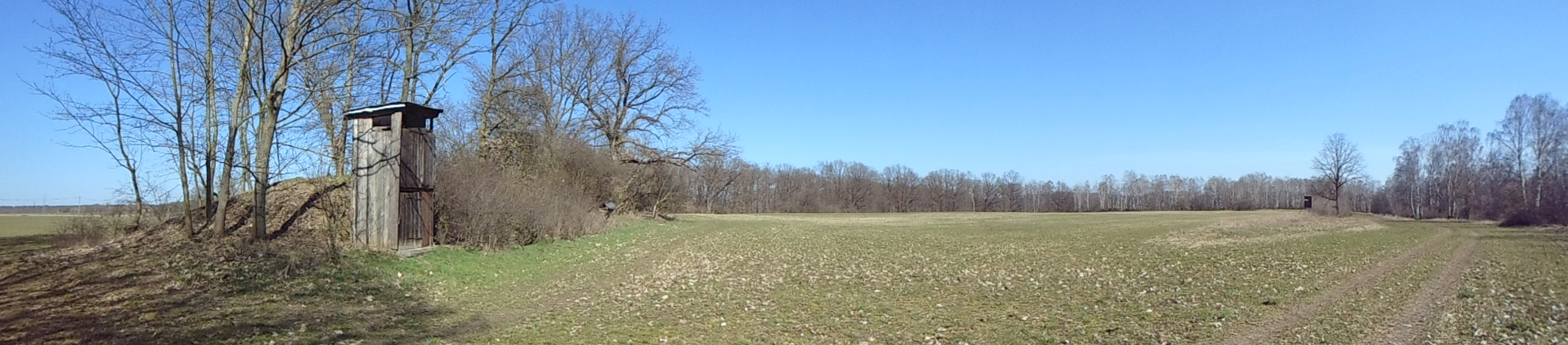
Vnitřní prostor hradiště na ostrožně, ze severu (vlevo) chráněný valem

Staveništěm hradiště se stala ostrožna v Jizerské tabuli nad pravým břehem Jizery. Její nadmořská výška je asi 280 metrů. Zejména od řeky ji vymezuje příkrý sráz s převýšením 56 metrů. Na severu a jihu ji ohraničují rokle a snadno přístupná je jen severozápadní strana. Tu chránila původně asi 125 metrů dlouhá hradba, která vymezovala plochu asi šesti hektarů. Dochoval se z ní z velké části rozvezený val, který v lépe zachovaných úsecích měří až tři metry na výšku a čtrnáct až osmnáct metrů na šířku. Příkop před valem je málo patrný. Na severu se hradba stáčí k východu, a chrání tak přístup z mělčí rokle, odkud snad také vedl původní vstup do hradiště.